# Pavilhão de Portugal

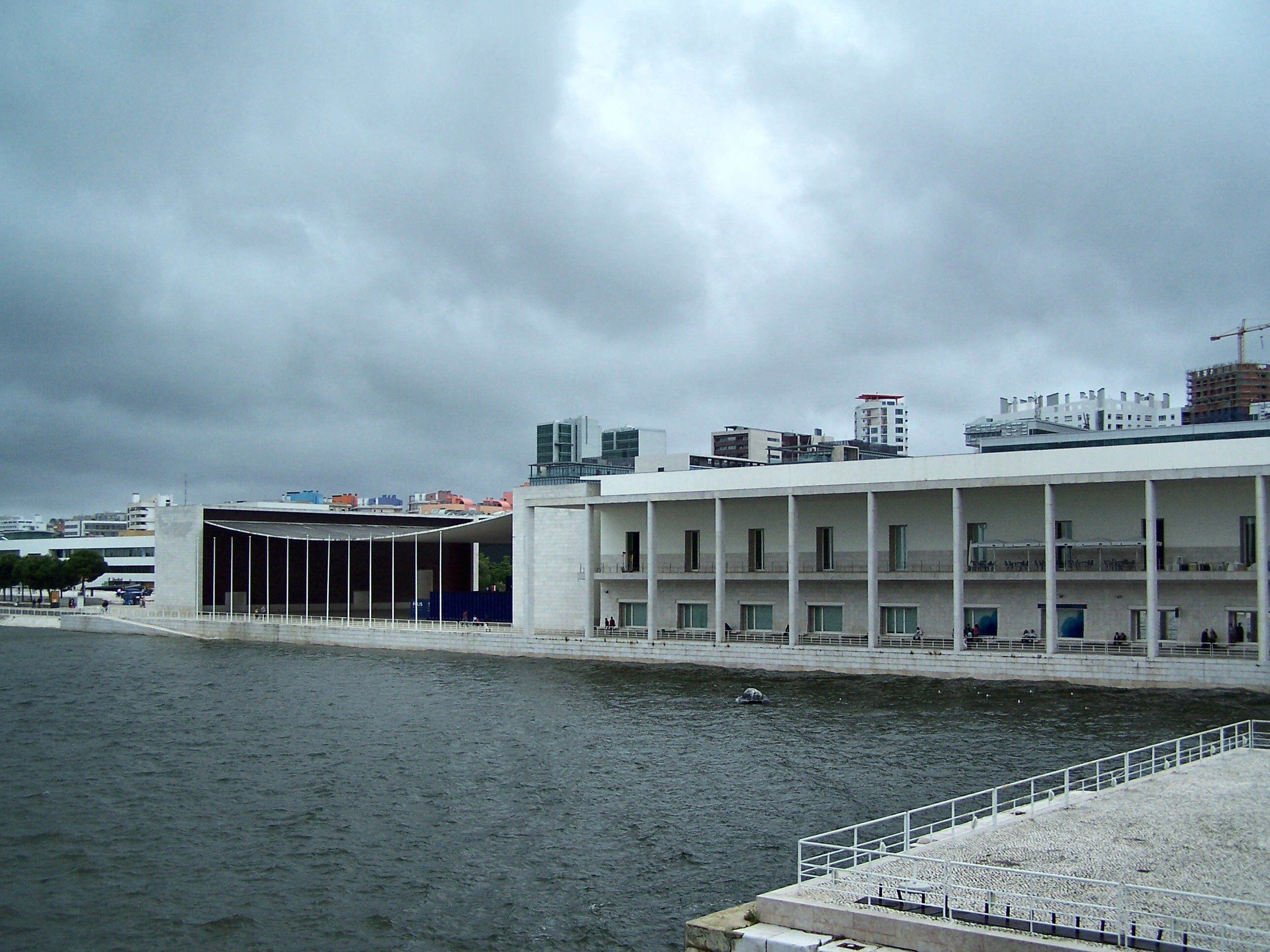
Vista posterior

El Pavilhão de Portugal (en español, Pabellón de Portugal) en la Exposición Internacional de 1998 (Expo '98), situado en el Parque das Nações (Parque de las Naciones) en Lisboa, Portugal fue el edificio construido para alojar la representación nacional portuguesa en dicho evento, y desde entonces se ha conservado en pie. El proyecto es obra del renombrado arquitecto Álvaro Siza, ganador del Premio Pritzker.
El edificio tiene entrada a través de una amplia plaza cubierta por una imponente estructura de hormigón pretensado, inspirada en la idea de una hoja de papel apoyada sobre dos ladrillos, abriendo el espacio de la ciudad para alojar diversos eventos en un lugar de escala acorde.
El programa fue definido para los eventos de la Expo '98, y por lo tanto se ignoraba qué uso se le daría al predio en el futuro. Ya han surgido diversas propuestas, desde el reaprovechamiento del edificio como Sede del Consejo de Ministros hasta la creación de un museo de arquitectura. Mientras tanto, se mantiene un programa provisorio de exposiciones.
Fue clasificado como Monumento de interesse público (MIP, Monumento de Interés Público ) por el IGESPAR (Instituto Português do Património Arquitectónico) el 30 de marzo de 2010.